# Этногенез абхазов
Этногенез абхазов — история образования и консолидации абхазского народа, вызывающая множество дискуссий среди учёных.
По мнению большинства авторитетных исследователей — археологов, историков, лингвистов, которые занимались данным вопросом, таких как Д. Б. Хьюитт, С. Н. Джанашиа, Т. В. Гамкрелидзе, Л. Н. Соловьёв, З. В. Анчабадзе, Д. Месарош, Юлиус Клапрот, Ю. Н. Воронов, Т. А. Ачугба, Н. И. Ломоури, И. А. Джавахишвили, Г. Ф. Турчанинов, Г. З. Анчабадзе, Сергей Старостин, И. Н. Цицишвили, Ф. Ф. Торнау, Н. Ш. Джанберидзе, М. К. Думбадзе, В. В. Беридзе, — предки абхазов были древнейшими жителями Северного Кавказа, Южного Кавказа и, вероятно, северной Анатолии.

## Версии происхождения
По мнению историка З. В. Анчабадзе, ядро абхазской нации начало формироваться в третьем тысячелетии до новой эры.
Другие предполагают, что абхазская народность появилась в VIII веке новой эры при консолидации разрозненных племён — апсилов, абазгов, санигов и частично зихов — в единое государство. Также существуют мнения, что в этногенезе протоабхазов приняли участие меоты и скифы.
По мнению абхазского историка О. Х. Бгажба, абхазы являются потомками древних племён абешла и кашков, предполагаемых родственников хаттов, переселившихся в Абхазию из Анатолии раньше других народностей.
Некоторые грузинские историки (М. Д. Лордкипанидзе, З. В. Папаскири) считают, что абхазы до недавних пор были картвельским этносом, а современные абхазы — народ адыгского происхождения, перекочевавший на Южный Кавказ из Северного около XVII века. Эти рассуждения ведут начало от П. И. Ингороква, предполагавшего, что абхазы являются потомками месхов. Среди грузинских учёных также существует версия о двуаборигенности абхазского и картвельского населения Абхазии, подвергавшаяся критике.

## Абазинский вопрос
В советской классификации абазины — генетически близкий абхазам народ. Исследователи К. Главани, М. Пейсонель, И. А. Гюльденштедт, Ян Потоцкий, П. Г. Бутков, С. М. Броневский, Ф. Ф. Торнау, Л. Я. Люлье, А. П. Берже, Н. Л. Каменев, Е. Г. Вейденбаум, Е. Д. Фелицын, Г.Мерцбахер, Н. Бартольд[уточнить], П. И. Ковалевский, Ф. С. Красильников, С. П. Басария, Н. Ф. Яковлев, Л. И. Лавров, К. В. Ломтатидзе, А. Н. Генко, Е. Алексеева[уточнить], Е. Н. Данилова считают, что абазины переселились из исторической Абхазии.

## Этнонимы абхазов
Эндоэтноним абхазского народа — «апсуа» — переводится с абхазского как «люди воды», «люди добра» или «люди души», производным является эндоэтноним Абхазии — «Апсны» («апс» — абхаз, «ны» — страна, то есть «страна вод» или «страна души»), в бзыбском диалекте абхазского это звучит как «Апс’ны», что может переводиться как «страна мертвецов».
Грузинский этноним «аб(п)хаз», как предполагается, является переосмыслением греческого «абазг» (название племени), что может происходить от абхазо-убыхского «абзуаа» (аналогичного значению «апсуа»), корень «бзы» — «доброта» или, по другой версии, «вода».
Грузинско-греческий этноним «апхазк» вошёл во все языки мира. Лишь карачаевцы именуют абхазов «ахчыпсы», разные адыгские племена (включая убыхов) ранее именовали абхазов «Адзыя», «Азега», «Адзиге», «Мудави» «Басхаг/Басхия».